# Кейт Ґренвілл
Кетрін Елізабет Ґренвілл AO (14 жовтня 1950, Сідней ) — австралійська письменниця .

## Життєпис
Кейт Ґренвілл вивчала мистецтво в Сіднейському університеті. Потім вона працювала в Film Australia, а пізніше в телевізійній мережі SBS. У 1986 році вона залишила SBS, щоб повністю зосередитися на своїй письменницькій роботі. За її найвідомішим романом на сьогодні «Прихована річка» був знятий у фільм у 2014 році.

## Твори
- Lilian's story. 1985.
- Dreamhouse (1986), ISBN 0-7022-1959-2
- Joan Makes History: A Novel (1988), ISBN 0-7022-2174-0
- Dark Places (1994), ISBN 0-330-33549-9 (alternative title: Albion's Story)
- The Idea of Perfection (1999)
- The Secret River. Melbourne: Text Publishing. 2005.
- The Lieutenant (2008)
- Sarah Thornhill, sequel to The Secret River, (2011)
- A Room Made of Leaves (2020)[7]

## Відзнаки
- 2001: Оранжева премія за художню літературу за «Ідею досконалості». Почуття досконалості
- 2006: Письменницька премія Співдружності за «Таємну річку». Прихована річка )

## Вебпосилання
- Бібліографія. Кейт Ґренвілл // Німецька національна бібліотека
- Kate Grenville auf randomhouse.de
- Website von Kate Grenville